# Skaj
Skaj (in ucraino Скай?) è un gruppo musicale ucraino formatosi nel 2001. È attualmente costituito dai musicisti Oleh Sobčuk, Oleksandr Hryščuk, Oleksandr Druker, Jurij Mozil' e Artem Talanov.

## Storia del gruppo
I Skay si sono fatti conoscere col successo Tebe ce može vbyty, tratto dall'album in studio d'esordio Te, ščo treba (2006), che è diventato il loro primo ingresso nella hit parade ucraina. Hanno in seguito ricevuto la loro prima nomination agli YUNA con Znajdu, duetto con Alloise.
Melodija sercja, incluso nel quinto LP Nove žittja (2016), è stato il loro primo brano a entrare la top 15 ucraina. L'anno successivo hanno cercato di rappresentare l'Ucraina all'Eurovision Song Contest, prendendo parte a Vidbir con l'inedito All My Love for You. Davaj vtečemo, invece, ha segnato la loro prima top ten in classifica; si tratta di una traccia contenuta nel loro sesto LP, Ridkisni ptachy (2018).
Nel dicembre 2021 hanno ottenuto due nomination agli annuali YUNA, contendendosi il titolo al miglior gruppo rock e quello alla miglior colonna sonora. Allo stesso tempo, Lehkovažna è diventata la loro prima entrata al numero uno nella hit parade nazionale.
Nell'aprile 2025 hanno ricevuto lo YUNA per il contributo alla cultura musicale dell'Ucraina.

## Formazione
Attuale
- Oleh Sobčuk – voce, chitarra
- Oleksandr Hryščuk – basso, chitarra
- Oleksandr Druker – basso
- Jurij Mozil' – tastiera
- Artem Talanov – batteria

Ex componenti
- Jevhen Kibeljev – percussioni (2001-2019)

## Discografia

### Album in studio
- 2006 – Te, ščo treba
- 2007 – Planeta S.K.A.J.
- 2010 – !
- 2014 – Kraj neba
- 2016 – Nove žittja
- 2018 – Ridkisni ptachy
- 2025 – Čas

### Album dal vivo
- 2024 – Rizdvjanij koncert

### Raccolte
- 2011 – 10

### Singoli
- 2008 – Podaryj svitlo
- 2018 – Ja vse b viddab
- 2021 – Lehkovažna
- 2021 – Kryla
- 2022 – Idu na sič (con Sanna)
- 2023 – Ïi ljublju
- 2023 – Vybačaj
- 2024 – Kochana
- 2024 – Pociluj na ščastja